# Литваков, Моисей Ильич
Моисей Ильич Литваков (Мойше Литваков, псевдоним Лиров; 1875, Черкассы — 1938) — российский еврейский общественный и политический деятель, публицист, редактор, литературный критик, историк литературы. Член-корреспондент Украинской АН.

## Биография
Родился в Черкассах Киевской губернии в семье меламеда. Получил традиционное образование, отличался глубоким знанием иудаизма. В 1902—1905 годах жил в Париже, изучая философию, историю и литературу в Сорбонне. Общественно-политическую деятельность начал как последователь Ахад-ха-Ама, но уже в 1904 году стал членом ЦК партии сионистов-социалистов. Вернувшись в Россию после революции 1905 года, Литваков как важный идеолог партии публиковался под псевдоним Ницоц («Искра») в партийной печати в Вильно. С 1908 года писал статьи, главным образом на литературные темы, в газету «Киевская мысль» под псевдоним М. Лиров. В годы Первой мировой войны занимался организацией помощи еврейским беженцам; участвовал в посвящённом этой проблеме межпартийном совещании в Петрограде (1916).
После Февральской революции 1917 года играл важную роль в создании Объединённой еврейской социалистической рабочей партии (Фарейникте) в Киеве, стал одним из редакторов органа этой партии «Ди найе цайт», одним их трёх руководителей Литкома (Всеукраинского литературного комитета) и руководителем его еврейской секции. Входил в Центральную раду, но идеологически сближался с большевиками. Пытался объединить Фарейникте и Бунд в единую социалистическую партию в начале 1919 года. Член ЦК Коммунистического бунда. С 1921 года — член ВКП(б). Руководитель еврейской секции при московском комитете РКП(б).
В начале 20-х годов — заведующий литчастью ГОСЕТа. Член правления театра ГОСЕТ,
главный редактор газеты Дер Эмес с 1921 года, редактор издательства «Школа и книга».
С 1926 по 1937 гг. преподавал на еврейском отделении 2-го МГУ и Московского государственного педагогического института им. А. С. Бубнова. Один из основателей Культур-Лиги.

## Арест и казнь
Арестован в 1937 году. Обвинён в участии в контрреволюционной террористической организации. Имя Литвакова было включено в сталинский расстрельный список, датированный 7 декабря 1937 года (№ 48 в списке из 101 человека по Белорусской ССР). Приговорён к ликвидации Сталиным, Молотовым и Ждановым. Приговор формально утверждён на выездной сессии Военной коллегии Верховного Суда СССР в Минске. Расстрелян.